# Myliobatis chilensis
Myliobatis chilensis är en rockeart som beskrevs av Philippi 1892. Myliobatis chilensis ingår i släktet Myliobatis och familjen örnrockor. IUCN kategoriserar arten globalt som otillräckligt studerad. Inga underarter finns listade i Catalogue of Life.